# Mont Olibano
Le mont Olibano, en italien monte Olibano, est un volcan d'Italie situé à Pouzzoles, dans les Champs Phlégréens, en Campanie.

## Géographie
Le mont Olibano est d'un dôme de lave, trachytique culminant à 155 mètres d'altitude. Il surplombe la côte nord du golfe de Pouzzoles et accueille à son sommet le siège de l'Académie aéronautique de Pouzzoles. Reposant sur les dépôts du mont Spina, il est lui-même recouvert par d'autres produits éruptifs, ceux émis par la Solfatare. La roche volcanique de couleur gris foncé est fracturée et a subi un hydrothermalisme.

## Histoire
Le dôme de lave du mont Olibano s'est formé au cours d'une seule éruption, faisant de lui un volcan monogénique, qui s'est produite il y a entre 3 800 et 4 100 ans, peut-être vers 2080 av. J.-C.. D'indice d'explosivité volcanique de 2, elle a produit un volume de dix millions de mètres cubes de lave fluide.